# Twierdza Szlisselburska
Twierdza Szlisselburska, Orzeszek (ros. Шлиссельбургская крепость, Орешек – Szlisselburgskaja kriepost', Orieszek) – rosyjska twierdza wzniesiona w XIV w. w celu obrony granicy ze Szwecją, w XVIII–XIX w. użytkowana jako więzienie. Od 1928 do 1939 r. i ponownie od 1965 r. siedziba muzeum. Twierdza położona jest na Wyspie Orzechowej na Newie, w miejscu, gdzie rzeka wypływa z jeziora Ładoga.

## Historia

### Twierdza
Pierwszą fortecę w tym miejscu założył wnuk Aleksandra Newskiego Jurij Daniłowicz. Twierdza miała bronić ujścia Newy i jeziora Ładoga przed ekspansją szwedzką. W 1323 r. w tym właśnie miejscu Nowogród zawarł ze Szwedami pokój, na mocy którego w jego posiadaniu pozostał basen Newy. Początkowo twierdza była zbudowana z drewna, po pożarze w 1352 r. została odbudowana już jako budowla kamienna. Na przełomie XV i XVI w. rozbudowano ją i unowocześniono, wznosząc kamienne mury i baszty (siedem narożnych i trzy wewnętrzne). Grubość murów sięgała 4,5 metra, zaś wysokość baszt – 14–16 m.
Twierdza wielokrotnie z powodzeniem broniła się przed wrogami, dopiero w 1612 r. została po dziewięciomiesięcznym oblężeniu zdobyta przez Szwedów. Pod panowaniem szwedzkim nosiła nazwę Nöteborg.

### Więzienie
Twierdza została ponownie przyłączona do Rosji przez Piotra Wielkiego podczas wojny północnej w 1702 r., szturmem i zdobyciem twierdzy dowodził Boris Szeriemietjew. Miastu Szlisselburg nadano obecną nazwę, oznaczającą „miasto-klucz” (w domyśle: do Szwecji). Twierdza została ponownie zmodernizowana, wzniesiono nowe bastiony i mury. W Twierdzy Szlisselburskiej przetrzymywany był obalony car Iwan VI, ostatecznie też w twierdzy został zamordowany w 1764 r.

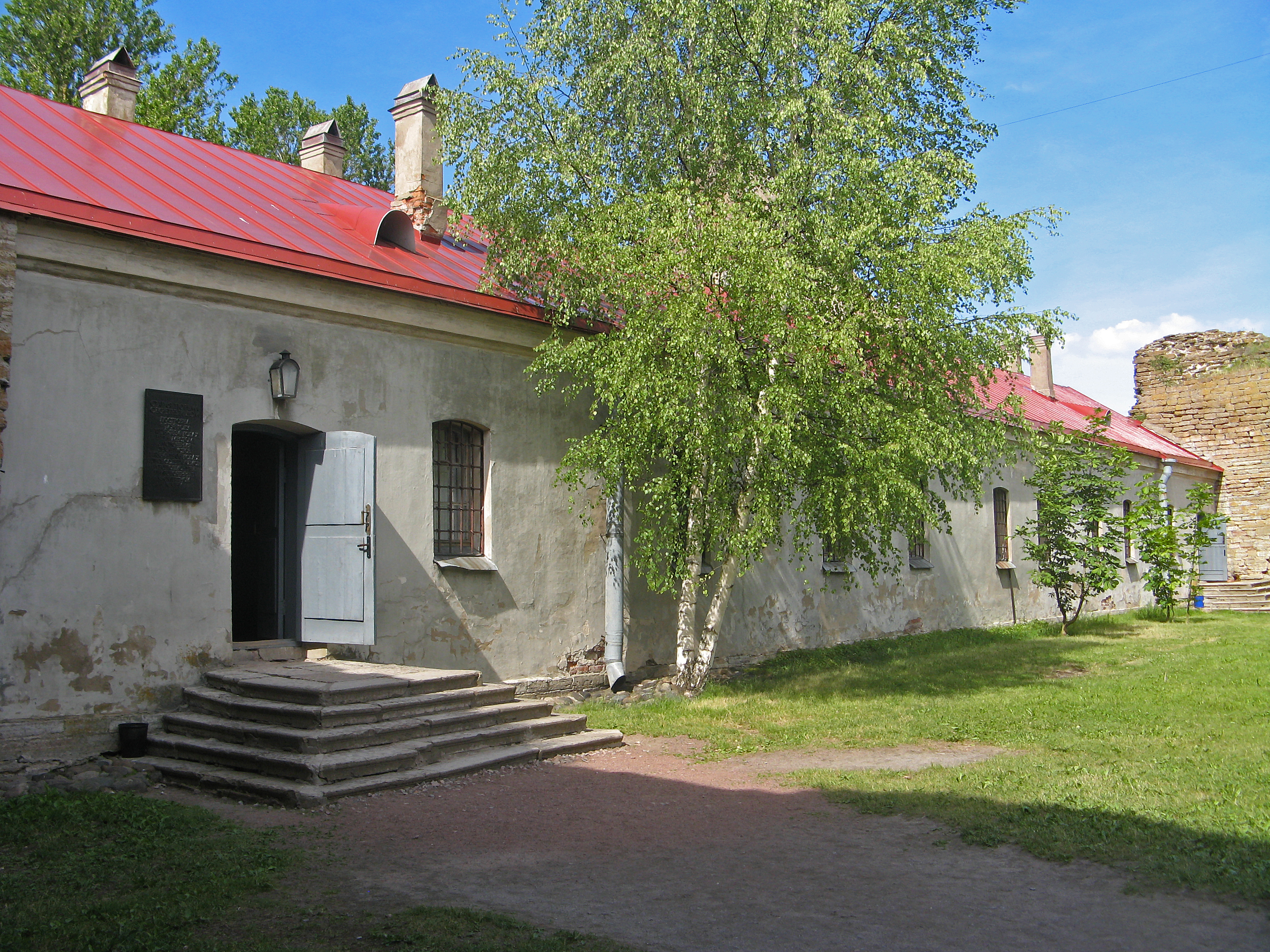
Sekretny dom (stare więzienie)

Następnie w fortecy umieszczono więzienie stanu, zaś w 1798 r. zbudowano na jej terenie tzw. sekretny dom. W 1907 r. w twierdzy mieściło się centralne więzienie katorżnicze. Więzienie w Twierdzy Szlisselburskiej zyskało sławę jednego z najcięższych w Imperium Rosyjskim.
W Twierdzy Szlisselburskiej więzieni byli działacze różnych ruchów antycarskich, m.in. dekabryści, polscy działacze niepodległościowi i socjalistyczni (wśród nich Walerian Łukasiński, Ludwik Waryński, Bronisław Szwarce, Ludwik Kobylański, Józef Łukaszewicz, Ludwik Janowicz, Wincenty Jastrzębski, Kazimierz Pużak), narodowolcy, działacze Socjaldemokratycznej Partii Robotniczej Rosji, eserowcy, anarchiści, uczestnicy rewolucji 1905 r. W Szlisselburgu wykonano wyrok śmierci na bracie Lenina Aleksandrze Uljanowie, skazanym na śmierć za udział w planowaniu zamachu na Aleksandra III.

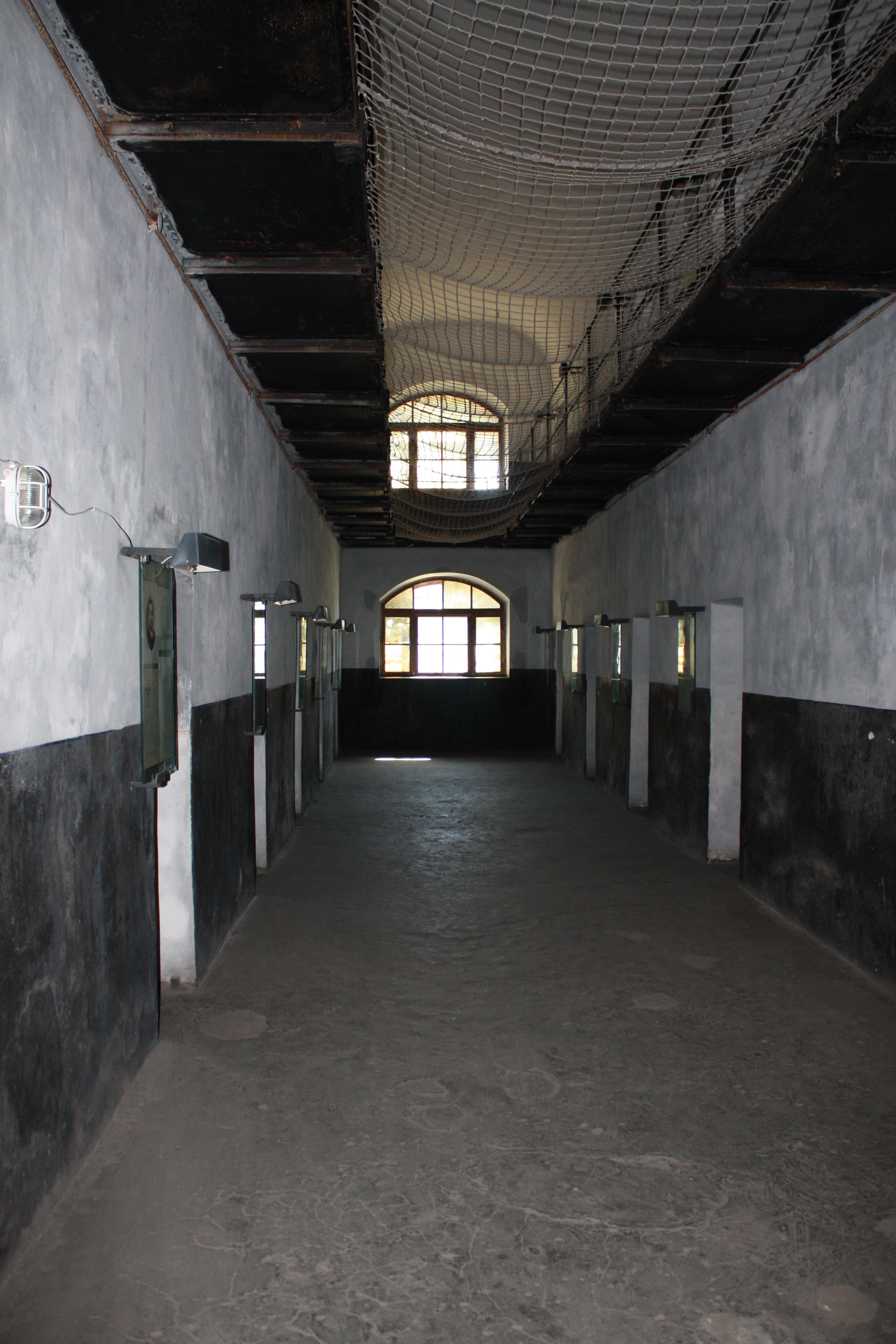
Korytarz w nowym więzieniu

Po rewolucji lutowej, 27 lutego 1917 r. Petersburska Rada Delegatów Robotniczych i Żołnierskich zdecydowała o uwolnieniu wszystkich osadzonych w twierdzy. Więźniowie zostali wypuszczeni na wolność w dniach 28 lutego i 1 marca, po czym spalili budynki, w których mieściły się cele.

### Muzeum
W 1928 r. w Twierdzy Szlisselburskiej otwarta została filia Muzeum Rewolucji Październikowej, która istniała przez jedenaście lat – w 1939 r. placówkę zamknięto, a eksponaty zostały przewiezione do Leningradu. Podczas II wojny światowej armia radziecka obroniła twierdzę przed atakami niemieckimi. Wskutek ostrzałów artylerii znaczna część zabytkowej fortecy została zniszczona. Walka o twierdzę trwała od 8 września 1941 r. przez 498 dni, fortecy bronił garnizon liczący 300–500 osób; miasto Szlisselburg było okupowane przez Niemców.
W 1956 r. Twierdza Szlisselburska ponownie została zaadaptowana na cele muzealne, jako filia Państwowego Muzeum Historii Leningradu (następnie Muzeum Historii Petersburga). Odrestaurowano wówczas budynki starego i nowego więzienia, część murów i baszt twierdzy, poddano konserwacji ruiny fortecznego soboru Narodzenia św. Jana Chrzciciela, zniszczonego podczas II wojny światowej. W dawnych budynkach więzienia znajduje się ekspozycja poświęcona przetrzymywanym w nim w XIX–XX w. więźniom politycznym. Muzeum w twierdzy, czynne od maja do października, co roku odwiedza ok. 90 tys. turystów.

## Pomniki na terenie twierdzy
Na terenie Twierdzy Szlisselburskiej znajduje się pomnik więzionych w niej rewolucjonistów. Ponadto w 1998 r. na jednym z budynków fortecy została zawieszona tablica z inskrypcjami „Przed tronem Wszechmogącego prosić będę nie kary, nie zemsty tylko poprawy dla winnych, pocieszenia i ulgi dla cierpiących i zgody i pokoju i błogosławieństwa dla obydwóch narodów. Walerian Łukasiński” oraz „Polakom, więźniom Szlisselburga, bojownikom narodowej sprawy, działaczom skazanym przez carat na katorgę, prześladowanym, zmarłym, pochowanym w bezimiennych mogiłach. Rodacy” w językach polskim i rosyjskim, wymieniająca najbardziej znanych polskich więźniów tutejszego carskiego więzienia. W lipcu 2023 r. tablica upamiętniająca polskich więźniów Szlisselburga została usunięta.